# Tschechischer Fußballpokal

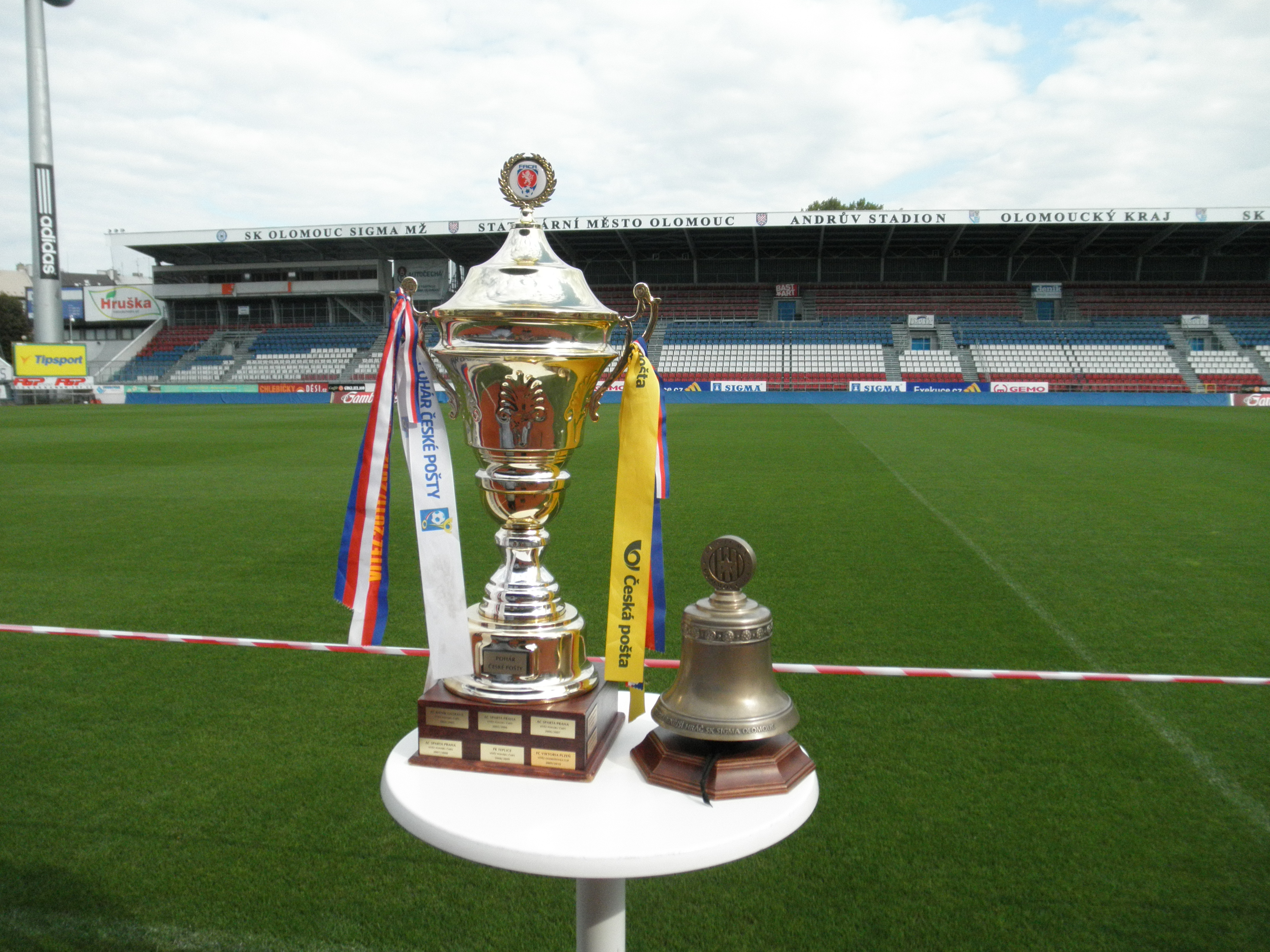
Tschechischer Fußballpokal

Der tschechische Fußballpokal (Pohár FAČR) ist der nationale Fußball-Pokalwettbewerb für Männerfußball-Vereinsmannschaften in Tschechien und wird jährlich vom tschechischen Fußballverband (FAČR) veranstaltet.

## Vorläufer
Als Vorläufer des tschechischen Fußballpokals wird der Charity Cup angesehen, der 1906 zum ersten Mal ausgetragen wurde, und damit der erste Wettbewerb des damals noch zu Österreich-Ungarn gehörenden Böhmens war. Am Charity Cup nahmen allerdings nur Vereine aus Prag und Umgebung teil. Er wurde bis 1916 elf Mal ausgespielt, davon die ersten drei Jahre im Ligasystem. 1918 wurde der Charity Cup durch den mittelböhmischen Pokal (tschechisch Středočeský Pohár) ersetzt, der ebenso wie sein Vorgänger auf Mittelböhmen beschränkt war. Seit 2011 heißt der Pokal offiziell Pohár FAČR, nachdem sich der Verband umbenannt hat.
Sieger Charity Cup und mittelböhmischer Pokal
| Charity Cup - 1906 SK Smíchov - 1907 SK Smíchov - 1908 Slavia Prag B - 1909 Sparta Prag - 1910 Slavia Prag - 1911 Slavia Prag - 1912 Slavia Prag - 1913 Viktoria Žižkov - 1914 Viktoria Žižkov - 1915 Sparta Prag - 1916 Viktoria Žižkov | Středočeský Pohár - 1918 Sparta Prag - 1919 Sparta Prag - 1920 Sparta Prag - 1921 Viktoria Žižkov - 1922 Slavia Prag - 1923 Sparta Prag - 1924 Sparta Prag - 1925 Sparta Prag - 1926 Slavia Prag - 1927 Slavia Prag - 1928 Slavia Prag | Středočeský Pohár (Forts.) - 1929 Viktoria Žižkov - 1930 Slavia Prag - 1931 Sparta Prag - 1932 Slavia Prag - 1933 Viktoria Žižkov - 1934 Sparta Prag - 1935 Slavia Prag - 1936 Sparta Prag - 1937 Finale nicht ausgetragen - 1938 nicht ausgetragen - 1939 nicht ausgetragen | Středočeský Pohár (Forts.) - 1940 Viktoria Žižkov - 1941 Slavia Prag - 1942 Bohemia AFK - 1943 Slavia Prag - 1944 Slavia Prag |

## Tschechischer Pokal
Die Vereine Mittelböhmens, allen voran die Prager Mannschaften konnten lange Zeit die Entstehung eines landesweiten Pokalwettbewerbs verhindern, da ihr eigener Pokal dadurch an Bedeutung verloren hätte. In der Saison 1938/39 gelang es dem damaligen tschechoslowakischen Fußballverband dann doch, zum ersten Mal einen landesweiten Pokalwettbewerb zu organisieren. Die erste Runde war gespielt, doch das Münchner Abkommen führte dazu, dass der Wettbewerb nicht fertig gespielt wurde.
1939/40 fand somit die Premiere des tschechischen Pokals (tschechisch Český Pohár) statt, den der damals zweitklassige SK Olomouc ASO im Finale mit Hin- und Rückspiel gegen den SK Prostějov gewinnen konnte. Der Wettbewerb stand allerdings in immer noch in starker Konkurrenz zum älteren und populären mittelböhmischen Fußballpokal, der noch bis 1945 ausgetragen wurde. 1941 und 1942 gewann Slavia Prag, 1943 und 1944 dessen Stadtrivale Sparta Prag. 1945 war der tschechische Pokal der einzige Wettbewerb, da die Liga kriegsbedingt nicht spielte und der mittelböhmische Pokal nicht fertig gespielt wurde. Den auch Befreiungspokal (tschechisch Pohár osvobození) genannten Wettbewerb gewann Slavia Prag. 1946 wurde der tschechische Pokal zum vorerst letzten Mal ausgetragen, Sieger wurde Sparta Prag. Erst 1960 wurde mit dem tschechoslowakischen Pokal wieder ein landesweiter Pokalwettbewerb geschaffen.
Nach der Umbildung der Tschechoslowakei in einen Bundesstaat aus Tschechien und Slowakei 1969 gab es in beiden Staaten auch wieder eigene Pokalwettbewerbe. Die Sieger der beiden Wettbewerbe trafen in einem Finale aufeinander, um den tschechoslowakischen Pokalsieger zu bestimmen, der am Europapokal der Pokalsieger teilnehmen durfte. Erster Sieger wurde 1970 der TJ Gottwaldov, der auch tschechoslowakischer Pokalsieger wurde, nachdem er im landesweiten Finale den slowakischen Pokalsieger Slovan Bratislava nach Elfmeterschießen besiegt hatte.
Bis zum Ende der Auflösung der Tschechoslowakei 1993 wurde der Pokal von Sparta Prag dominiert, dessen Spieler zwischen 1970 und 1993 den Pokal elf Mal in Empfang nehmen konnten. Allerdings hatte der alleinige Gewinn des Wettbewerbs nicht unbedingt einen hohen Stellenwert, galt es doch, um sich für den Europapokal zu qualifizieren, noch den slowakischen Pokalsieger zu besiegen. Dies änderte sich 1993 mit der Eigenständigkeit der Tschechischen Republik, als der tschechische Pokalsieger direkt für den Europapokal der Pokalsieger qualifiziert war. Den ersten Jahrgang gewann der Prager Verein Viktoria Žižkov, im Finale besiegte die Mannschaft Sparta Prag mit 6:5 im Elfmeterschießen. In den vergangenen Jahren war ein Sponsor Teil der offiziellen Bezeichnung. So hieß der Pokal 1997/98 raab karcher Cup, 2000/01 und 2001/02 Sport 1 Cup und 2003/04 Volkswagen Cup.
Rekordpokalsieger mit 21 Titeln ist Sparta Prag.
Das Finale findet in der Regel im Stadion Evžena Rošického in Prag statt. In den Jahren 2005 und 2006 wendete man sich von dieser Praxis ab, erstens, um Prager Vereinen keinen Heimvorteil zu geben, aber hauptsächlich, um das Endspiel attraktiver für Fans zu machen. In diesen beiden Saisons fand es an einem günstig gelegenen Ort auf etwa halben Weg zwischen den Orten der beiden Finalisten statt.

## Modus
Der tschechische Fußballpokal wird mit 112 Mannschaften in acht Runden (inklusive Vorrunde) im einfachen K.-o.-System ausgespielt. Das Finale findet an einem neutralen Ort statt. B-Mannschaften sind vom Wettbewerb ausgeschlossen. Dadurch, dass Kreispokalsieger an der Vorrunde teilnehmen dürfen, ist der Wettbewerb offen für alle Vereine des tschechischen Fußballverbands. Theoretisch kann also auch eine Mannschaft aus der untersten Liga den Pokal gewinnen.
Steht es nach 2 × 45 Minuten unentschieden, folgt sofort ein Elfmeterschießen.

### Vorrunde
In den Vorrunde treffen 32 Mannschaften aufeinander, 14 Kreispokalsieger und 18 Mannschaften aus der Divize, der vierthöchsten Spielklasse. Das Heimrecht wird ausgelost.

### 1., 2. und 3. Hauptrunde
In der 1. Hauptrunde sind die 16 Sieger aus der Vorrunde sowie 80 weitere Mannschaften vertreten: Verpflichtend alle Zweitligisten, nach Anmeldung auch Mannschaften aus der ČFL und MSFL, den zwei Gruppen der 3. Liga. Dazu kommen weitere Teams aus der Divize. Das Heimrecht wird ausgelost. Die Zweitligisten sind gesetzt.
In der 2. Runde kommen zu den 48 Siegern aus der 1. Runde die 16 Erstligisten, die gesetzt sind, so dass das Teilnehmerfeld nun 64 Mannschaften umfasst. Ab hier bis zum Achtelfinale hat immer der klassenniedrigere Verein Heimrecht.
In der 3. Runde treffen die 32 Sieger der 2. Runde nach einem vorher festgelegten Schlüssel aufeinander.

### Achtel-, Viertel- und Halbfinale
Im Achtelfinale treffen die 16 Sieger der 3. Runde nach einem vorher festgelegten Schlüssel aufeinander. Im Viertelfinale werden die verbliebenen acht Mannschaften einander zugelost, es findet ebenso wie das Halbfinale in Hin- und Rückspiel statt.

### Finale
Das Endspiel findet auf neutralem Boden statt, der Spielort wird entsprechend den beiden Finalisten vom Verband kurzfristig festgelegt.

## Pokalüberraschungen
Gleich bei der ersten Austragung 1939/40 kam es zu einem Überraschungsendspiel. Die im tschechischen Fußball dominierenden Mannschaften von Sparta Prag und Slavia Prag scheiterten im Halbfinale an SK Slezská Ostrava respektive SK Prostějov. Im Endspiel unterlag der Erstligist Prostějov dem Zweitligisten SK Olomouc ASO mit 1:3 und 1:2.
Bei der Wiedereinführung des Wettbewerbs 1970 kam der Zweitligist LIAZ Jablonec bis in das Endspiel, konnte dort dem in der 1. Liga spielenden TJ Gottwaldov im Hinspiel nach 0:2-Rückstand ein 2:2 abtrotzen, unterlag im Rückspiel aber deutlich mit 4:0.
Im folgenden Jahr 1970/71 kam die B-Mannschaft von Sparta Prag ins Finale, nachdem sie im Halbfinale die eigene A-Mannschaft mit 2:1 besiegt hatte. Das Finale gegen Škoda Pilsen hatte einen kuriosen Ausgang. Das Hinspiel endete 1:1, das Rückspiel 3:3. Im Elfmeterschießen trennten sich beide Mannschaften 5:5, das Los bestimmte Škoda Pilsen zum Sieger. Škoda Pilsen stieg ab, und nahm als Zweitligist am Europapokal der Pokalsieger teil, da der Finalgegner des tschechoslowakischen Pokals Spartak Trnava auch Tschechoslowakischer Meister geworden war.
1976 schaffte es mit SONP Kladno der nächste Zweitligist ins Endspiel, war aber gegen Sparta Prag chancenlos. Schon 1978 roch es nach einer weiteren Sensation. Zweitligist AŠ Mladá Boleslav gewann das Finalhinspiel gegen Baník Ostrava mit 1:0, musste sich jedoch in Ostrava mit 0:2 geschlagen geben. Das nächste Kunststück gelang 1985 Dynamo České Budějovice, der als Zweitligist bis ins Finale kam, dort aber Dukla Prag mit 1:3 unterlag. 1985 war, abgesehen von 1982, auch das erste Jahr, bei dem es nur noch ein einziges Endspiel auf neutralem Boden gab.
1990 schaffte es mit Slovácka Slavia Uherské Hradiště gar ein Drittligist bis in das Endspiel, der Erstligist Dukla Prag behielt mit 5:3 aber die Oberhand. 1991 zog erneut Dynamo České Budějovice als Zweitligist ins Finale ein, aber wieder gewann die klassenhöhere Mannschaft, Baník Ostrava. 1996/97 gelang Dukla Prag als Zweitligist der Einzug in das Endspiel, gleiches gelang 1999/2000 Baník Ratíškovice, beide waren im Finale nicht erfolgreich.

## Die Endspiele im Überblick
| Saison                          | Datum                 | Austragungsort                                        | Sieger             | Ergebnis                                      | Finalist                  |
| ------------------------------- | --------------------- | ----------------------------------------------------- | ------------------ | --------------------------------------------- | ------------------------- |
| Český Pohár                     |                       |                                                       |                    |                                               |                           |
| 1939/40                         | 10.08.1940 18.08.1940 | Prostějov Andrův stadion, Olmütz                      | SK Olomouc ASO     | 3:1 / 2: 1                                    | SK Prostějov              |
| 1940/41                         | 15.08.1941 22.08.1941 | Stadion Slavie na Letné, Prag Sparta-Stadion, Prag    | Slavia Prag        | 2:3 / 6:3                                     | Sparta Prag               |
| 1941/42                         | 08.09.1942 19.09.1942 | Sparta-Stadion, Prag                                  | Slavia Prag        | 5:2 / 5:5                                     | Bohemia AFK               |
| 1942/43                         | 14.08.1943 22.08.1943 | Roudná, Pilsen Sparta-Stadion, Prag                   | Sparta Prag        | 3:1 / 7:1                                     | Viktoria Pilsen           |
| 1943/44                         | 12.08.1944 19.08.1944 | Roudná, Pilsen Sparta-Stadion, Prag                   | Sparta Prag        | 4:2 / 4:3                                     | Viktoria Pilsen           |
| Pohár Osvobození                |                       |                                                       |                    |                                               |                           |
| 1944/45                         | 26.08.1945 29.08.1945 | Rakovník Masarykův stadion, Prag                      | Slavia Prag        | 1:1 / 5:2                                     | SK Rakovník               |
| 1945/46                         | 03.08.1946 09.08.1946 | Stará střelnice, Slezská Ostrava Sparta-Stadion, Prag | Sparta Prag        | 6:0 / 3:0                                     | SK Slezská Ostrava        |
| Český Pohár als Teil der ČSSR   |                       |                                                       |                    |                                               |                           |
| 1960/61                         |                       |                                                       | Dukla Prag         | 3:0                                           | Spartak Hradec Králové    |
| 1962 bis 1969 nicht ausgetragen |                       |                                                       |                    |                                               |                           |
| 1969/70                         | 24.06.1970 28.06.1970 | Střelnice, Jablonec Gottwaldov                        | TJ Gottwaldov      | 2:2 / 4:0                                     | LIAZ Jablonec             |
| 1970/71                         | 05.05.1971 09.06.1971 | Štruncovy sady, Pilsen Letná-Stadion, Prag            | Škoda Pilsen       | 1:1 / 3:3 n. V., 5:5 i. E. durch Losentscheid | Sparta Prag B             |
| 1971/72                         | 16.06.1972 20.06.1972 | Letná-Stadion, Prag Stadion Ďolíček, Prag             | Sparta Prag        | 2:1 / 2:1                                     | Dukla Prag                |
| 1972/73                         | 11.04.1973 24.04.1973 | Stadion Bazaly, Ostrava Drožďárna, Teplice            | Baník Ostrava      | 2:1 / 0:1 n. V., 5:4 i. E.                    | Sklo Union Teplice        |
| 1973/74                         | 16.05.1974 23.05.1974 | Stadion primátora Vacka, Prag Letná-Stadion, Prag     | Slavia Prag        | 1:1 / 3:1                                     | Sparta Prag               |
| 1974/75                         | 07.04.1975 15.04.1975 | Letná-Stadion, Prag Stadion Bazaly, Ostrava           | Sparta Prag        | 1:0 / 2:1                                     | Baník Ostrava             |
| 1975/76                         | 25.02.1976 17.03.1976 | Stadion Františka Kloze, Kladno Letná-Stadion, Prag   | Sparta Prag        | 4:1 / 1:0                                     | SONP Kladno               |
| 1976/77                         | 13.04.1977 27.04.1977 | Letná-Stadion, Prag Stadion Na Stínadlech, Teplice    | Sklo Union Teplice | 1:0 / 2:1                                     | Sparta Prag               |
| 1977/78                         | 01.03.1978 29.03.1978 | Mladá Boleslav Stadion Bazaly, Ostrava                | Baník Ostrava      | 0:1 / 2:0                                     | AŠ Mladá Boleslav         |
| 1978/79                         | 28.03.1979 28.04.1979 | Stadion Bazaly, Ostrava Doosan Arena, Pilsen          | Baník Ostrava      | 2:0 / 1:0                                     | Škoda Pilsen              |
| 1979/80                         | 05.03.1980 18.03.1980 | Stadion Ďolíček, Prag Letná-Stadion, Prag             | Sparta Prag        | 1:1 / 4:2 n. V.                               | Bohemians Prag            |
| 1980/81                         | 08.04.1981 21.04.1981 | Stadion Juliska, Prag Stadion Ďolíček, Prag           | Dukla Prag         | 3:1 / 2:3                                     | Bohemians Prag            |
| 1981/82                         | 23.02.1982            | Stadion Evžena Rošického, Prag                        | Bohemians Prag     | 4:0                                           | Dukla Prag                |
| 1982/83                         | 30.04.1983 25.05.1983 | Stadion Ďolíček, Prag Stadion Juliska, Prag           | Dukla Prag         | 2:1 / 1:1                                     | Bohemians Prag            |
| 1983/84                         | 24.03.1984 06.05.1984 | Stadion Juliska, Prag Letná-Stadion, Prag             | Sparta Prag        | 3:0 / 3:0                                     | Dukla Prag                |
| 1984/85                         | 03.04.1985            | Za nemocnicí, Třebíč                                  | Dukla Prag         | 3:1                                           | Dynamo České Budějovice   |
| 1985/86                         | 14.05.1986            | Stadion míru, Svitavy                                 | Sparta Prag        | 4:2                                           | Dukla Prag                |
| 1986/87                         | 22.04.1987            | Písek                                                 | Sparta Prag        | 1:1 n. V., 4:3 i. E.                          | Slavia Prag               |
| 1987/88                         | 08.05.1988            | Zábřeh                                                | Sparta Prag        | 3:0                                           | TJ Vítkovice              |
| 1988/89                         | 28.05.1989            | Stadion Střelnice, Jablonec                           | Sparta Prag        | 1:0                                           | Slavia Prag               |
| 1989/90                         | 11.04.1990            | Hodonín                                               | Dukla Prag         | 5:3                                           | Slov. Slavia Uh. Hradiště |
| 1990/91                         | 08.05.1991            | Stadion Na Stínadlech, Teplice                        | Baník Ostrava      | 4:2                                           | Dyn. České Budějovice     |
| 1991/92                         | 13.05.1992            | Letná, Zlín                                           | Sparta Prag        | 2:1                                           | Baník Ostrava             |
| 1992/93                         | 19.05.1993            | Stadion Evžena Rošického, Prag                        | Sparta Prag        | 2:0                                           | Boby Brünn                |
| seit der Eigenständigkeit       |                       |                                                       |                    |                                               |                           |
| 1993/94                         | 13.06.1994            | Stadion Evžena Rošického, Prag                        | Viktoria Žižkov    | 2:2 n. V., 6:5 i. E.                          | Sparta Prag               |
| 1994/95                         | 14.06.1995            | Stadion Evžena Rošického, Prag                        | SK Hradec Králové  | 0:0 n. V., 3:1 i. E.                          | Viktoria Žižkov           |
| 1995/96                         | 22.05.1996            | Stadion Evžena Rošického, Prag                        | Sparta Prag        | 4:0                                           | Petra Drnovice            |
| 1996/97                         | 15.06.1997            | Stadion Evžena Rošického, Prag                        | Slavia Prag        | 1:0 n. V. GG                                  | Dukla Prag                |
| 1997/98                         | 09.06.1998            | Stadion Evžena Rošického, Prag                        | FK Jablonec 97     | 2:1 n. V.                                     | Petra Drnovice            |
| 1998/99                         | 25.05.1999            | Stadion Evžena Rošického, Prag                        | Slavia Prag        | 1:0 n. V.                                     | Slovan Liberec            |
| 1999/00                         | 10.05.2000            | Stadion Evžena Rošického, Prag                        | Slovan Liberec     | 2:1                                           | Baník Ratíškovice         |
| 2000/01                         | 28.05.2001            | Stadion Evžena Rošického, Prag                        | Viktoria Žižkov    | 2:1 n. V.                                     | Sparta Prag               |
| 2001/02                         | 13.05.2002            | Stadion Evžena Rošického, Prag                        | Slavia Prag        | 2:1                                           | Sparta Prag               |
| 2002/03                         | 27.05.2003            | Stadion Evžena Rošického, Prag                        | FK Teplice         | 1:0                                           | FK Jablonec 97            |
| 2003/04                         | 18.05.2004            | Stadion Evžena Rošického, Prag                        | Sparta Prag        | 2:1                                           | Baník Ostrava             |
| 2004/05                         | 31.05.2005            | Andrův stadion, Olmütz                                | Baník Ostrava      | 2:1                                           | 1. FC Slovácko            |
| 2005/06                         | 19.05.2006            | Stadion u Nisy, Liberec                               | Sparta Prag        | 0:0, 4:2 i. E.                                | Baník Ostrava             |
| 2006/07                         | 24.05.2007            | Stadion Evžena Rošického, Prag                        | Sparta Prag        | 2:1                                           | FK Jablonec 97            |
| 2007/08                         | 13.05.2008            | Stadion Evžena Rošického, Prag                        | Sparta Prag        | 0:0, 4:3 i. E.                                | Slovan Liberec            |
| 2008/09                         | 27.05.2009            | Stadion Evžena Rošického, Prag                        | FK Teplice         | 1:0                                           | 1. FC Slovácko            |
| 2009/10                         | 18.05.2010            | Generali Arena, Prag                                  | Viktoria Pilsen    | 2:1                                           | FK BAUMIT Jablonec        |
| 2010/11                         | 25.05.2011            | Stadion v Jiráskově ulici, Jihlava                    | FK Mladá Boleslav  | 1:1, 4:3 i. E.                                | SK Sigma Olmütz           |
| 2011/12                         | 02.05.2012            | Doosan Arena, Pilsen                                  | SK Sigma Olmütz    | 1:0                                           | Sparta Prag               |
| 2012/13                         | 17.05.2013            | Letní stadion, Chomutov                               | FK BAUMIT Jablonec | 2:2, 5:4 i. E.                                | FK Mladá Boleslav         |
| 2013/14                         | 17.05.2014            | Eden Aréna, Prag                                      | Sparta Prag        | 1:1, 8:7 i. E.                                | Viktoria Pilsen           |
| 2014/15                         | 27.05.2015            | Městský stadion, Mladá Boleslav                       | Slovan Liberec     | 1:1, 3:1 i. E.                                | FK BAUMIT Jablonec        |
| 2015/16                         | 18.05.2016            | Stadion Na Stínadlech, Teplice                        | FK Mladá Boleslav  | 2:0                                           | FK Jablonec               |
| 2016/17                         | 17.05.2017            | Andrův stadion, Olmütz                                | FC Fastav Zlín     | 1:0                                           | SFC Opava                 |
| 2017/18                         | 09.05.2018            | Městský stadion, Mladá Boleslav                       | SK Slavia Prag     | 3:1                                           | FK Jablonec               |
| 2018/19                         | 22.05.2019            | Andrův stadion, Olmütz                                | SK Slavia Prag     | 2:0                                           | Baník Ostrava             |
| 2019/20                         | 01.07.2020            | Stadion u Nisy, Liberec                               | Sparta Prag        | 2:1                                           | Slovan Liberec            |
| 2020/21                         | 20.05.2021            | Doosan Arena, Pilsen                                  | SK Slavia Prag     | 1:0                                           | Viktoria Pilsen           |
| 2021/22                         | 18.05.2022            | Stadion Miroslava Valenty, Uherské Hradiště           | 1. FC Slovácko     | 3:1                                           | Sparta Prag               |
| 2022/23                         | 03.05.2023            | epet Arena, Prag                                      | SK Slavia Prag     | 2:0                                           | Sparta Prag               |
| 2023/24                         | 22.05.2024            | Doosan Arena, Pilsen                                  | Sparta Prag        | 2:1                                           | Viktoria Pilsen           |
| 2024/25                         | 14.05.2025            | Andrův stadion, Olmütz                                | SK Sigma Olmütz    | 3:1                                           | Sparta Prag               |

### Ranglisten
| Verein            | Siege | Jahr(e)                                        |
| ----------------- | ----- | ---------------------------------------------- |
| Sparta Prag       | 8     | 1996, 2004, 2006, 2007, 2008, 2014, 2020, 2024 |
| Slavia Prag       | 7     | 1997, 1999, 2002, 2018, 2019, 2021, 2023       |
| Viktoria Žižkov   | 2     | 1994, 2001                                     |
| FK Jablonec ***   | 2     | 1998, 2013                                     |
| Slovan Liberec    | 2     | 2000, 2015                                     |
| FK Teplice        | 2     | 2003, 2009                                     |
| FK Mladá Boleslav | 2     | 2011, 2016                                     |
| SK Sigma Olmütz   | 2     | 2012, 2025                                     |
| SK Hradec Králové | 1     | 1995                                           |
| Baník Ostrava     | 1     | 2005                                           |
| Viktoria Pilsen   | 1     | 2010                                           |
| FC Fastav Zlín    | 1     | 2017                                           |
| 1. FC Slovácko    | 1     | 2022                                           |

| Verein              | Siege |
| ------------------- | ----- |
| Sparta Prag         | 20    |
| Slavia Prag         | 11    |
| Baník Ostrava       | 5     |
| Dukla Prag          | 4     |
| FK Teplice *        | 3     |
| Viktoria Pilsen **  | 2     |
| Viktoria Žižkov     | 2     |
| FK Jablonec ***     | 2     |
| Slovan Liberec      | 2     |
| FK Mladá Boleslav   | 2     |
| FC Fastav Zlín **** | 2     |
| SK Sigma Olmütz     | 2     |
| SK Hradec Králové   | 1     |
| Bohemians Prag      | 1     |
| SK Olomouc ASO      | 1     |
| 1. FC Slovácko      | 1     |

* 1977 als Sklo Union Teplice

** 1971 als Škoda Pilsen

*** 1998 als FK Jablonec 97

**** 1970 als TJ Gottwaldov